# Distretto di Timezrit
Il distretto di Timezrit è un distretto della provincia di Béjaïa, in Algeria, con capoluogo Timezrit.